# Hamtramck
Hamtramck é uma cidade localizada no estado americano do Michigan, no Condado de Wayne.

## Geografia
De acordo com o United States Census Bureau, a cidade tem uma área de 5,4 km², onde todos os 5,4 km² estão cobertos por terra.

### Localidades na vizinhança
O diagrama seguinte representa as localidades num raio de 12 km ao redor de Hamtramck.

## Demografia
Segundo o censo nacional de 2010, a sua população é de 22 423 habitantes e sua densidade populacional é de 4 142,38 hab/km². É a cidade mais densamente povoada do Michigan. Possui 8 693 residências, que resulta em uma densidade de 1 605,93 residências/km².